# Philipp Türmer

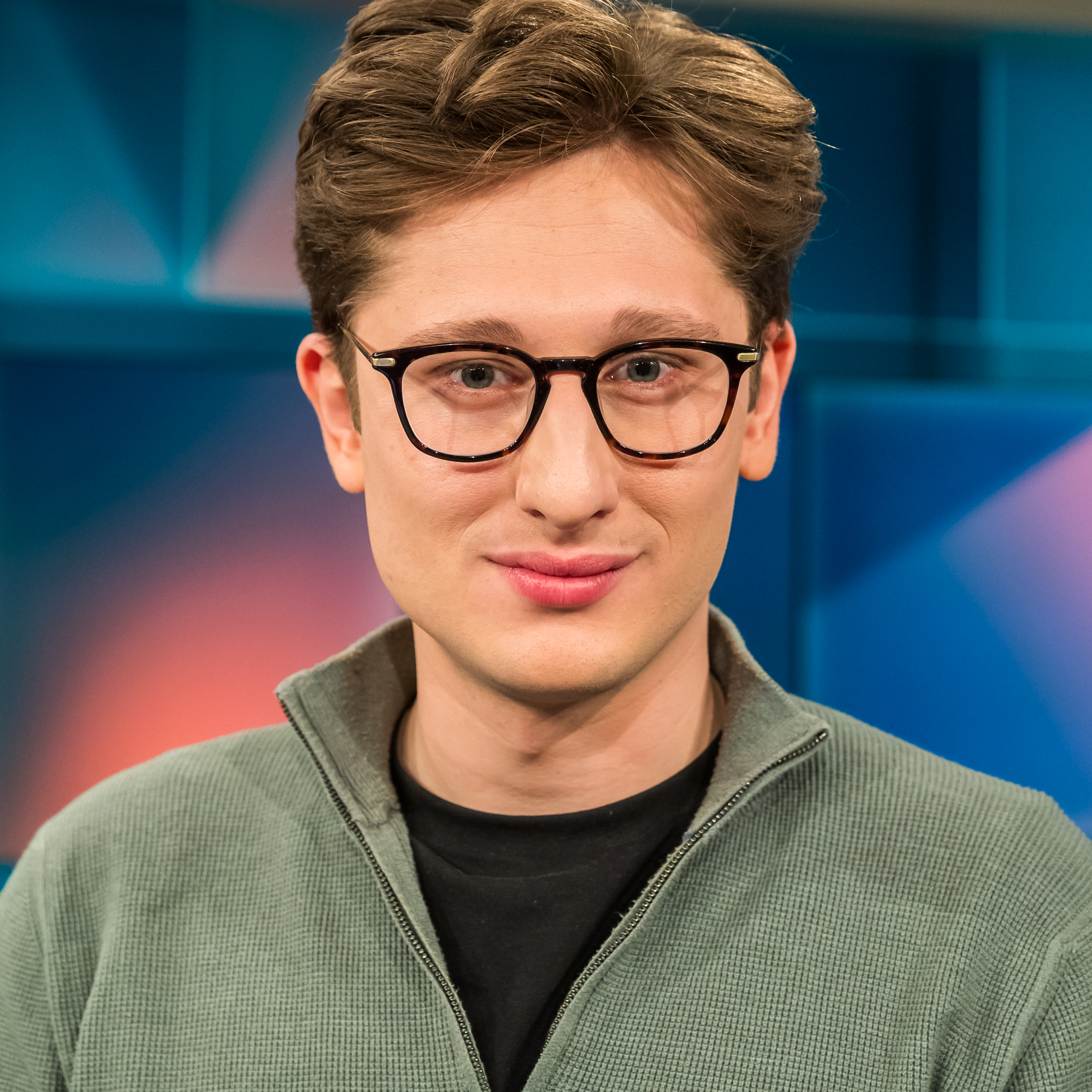
Philipp Türmer (2025)

Philipp Gangolf Balthasar Türmer (* 1996 in Offenbach am Main) ist ein deutscher Politiker (SPD). Er ist seit dem 17. November 2023 Bundesvorsitzender der Jusos.

## Leben
Türmer machte 2013 sein Abitur an der CJD Christophorusschule Königswinter, studierte zunächst Wirtschaftswissenschaften im Bachelor sowie im Anschluss Rechtswissenschaften an der Universität Frankfurt am Main und ist dort nach Abschluss des ersten juristischen Staatsexamens Doktorand. Er engagiert sich ehrenamtlich bei der Offenbacher Tafel.
Sein Vater Rainer Türmer ist SPD-Mitglied. Der Volljurist war, unter Finanzminister Hans Eichel, als Ministerialdirektor Leiter der Rechtsabteilung des Bundesfinanzministeriums; anschließend wechselte er als Präsident zur Bundesanstalt für Post und Telekommunikation (Deutsche Bundespost), um 2016 dann Geschäftsführer der Wismut GmbH zu werden. Türmers Mutter Gabriele war zuletzt als Oberstaatsanwältin tätig und ist ebenfalls SPD-Mitglied.
Im Juni 2025 spendete er Stammzellen zugunsten einer an Leukämie erkrankten 64-Jährigen aus Texas. Er sprach sich dafür aus, alle die vom Alter her infrage kommen und nicht widersprechen, in Knochenmarkspenderdateien zu registrieren.

## Politik
Türmer trat 2012 in die SPD ein. Im Mai 2014 wurde er zusammen mit Yasmin Mahlow zum Co-Vorsitzenden der Jusos Offenbach gewählt. In diese Zeit fällt eine Vielzahl von Positionierungen für lokalpolitische Themen, wie die Ablehnung des Baus einer Multifunktionshalle in Offenbach-Kaiserlei und das Einfordern einer unabhängigen Beschwerdestelle für Polizei-Amtsdelikte. Unter seinem Co-Vorsitz galten die Jusos Offenbach als sehr aktiv und warben über eine Vielzahl von Veranstaltungen auch neue Mitglieder für Jusos und SPD an.
2016 wurde Türmer als stellvertretender Vorsitzender Mitglied im südhessischen Bezirksvorstand der Jusos. 2018 wurde er stellvertretender Vorsitzender der SPD Offenbach und gab seine Position als Vorsitzender der Jusos Offenbach auf.

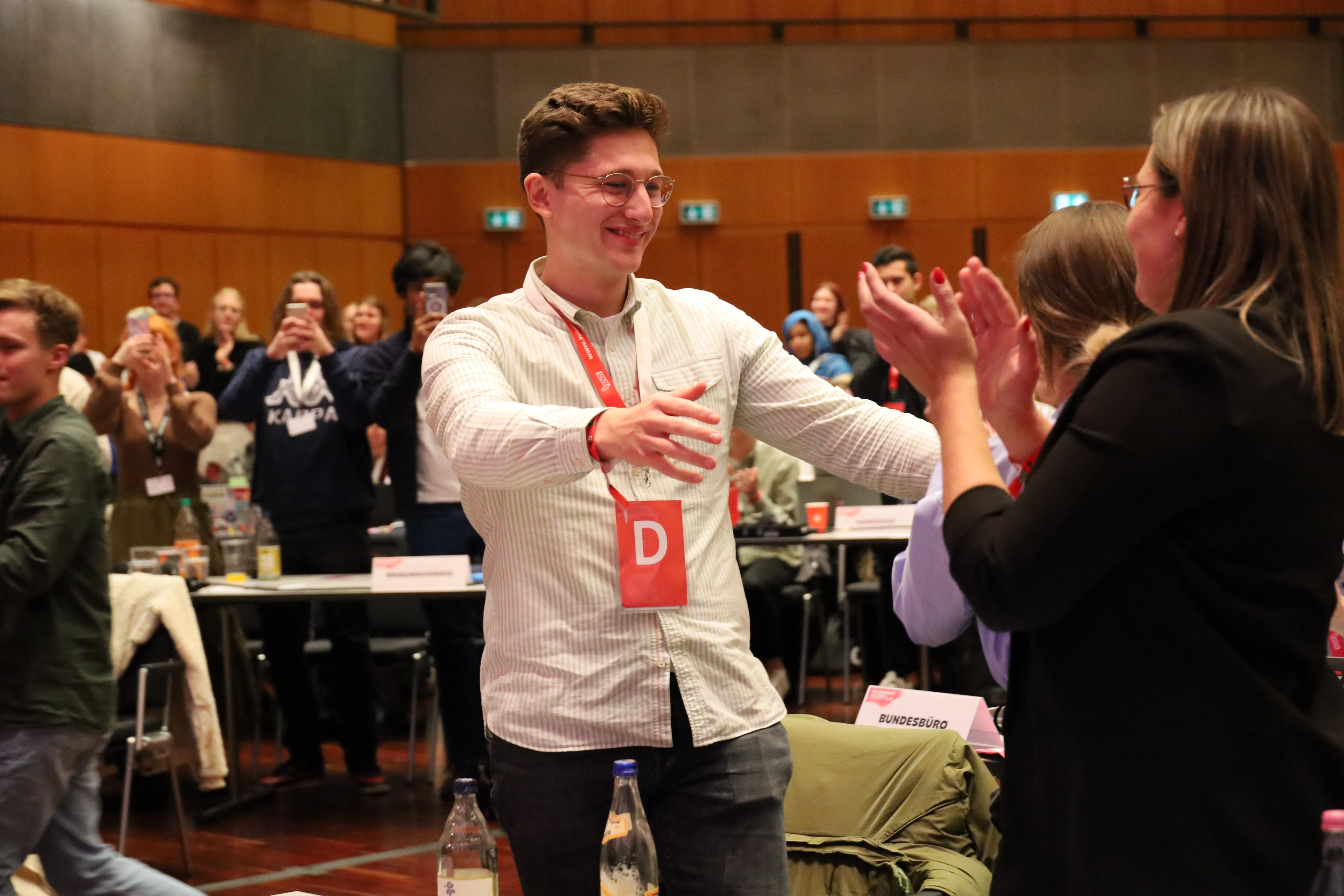
Türmer auf dem Juso-Bundeskongress 2023 in Braunschweig, auf dem er zum Vorsitzenden gewählt wurde.

Türmer gehört seit 2017 dem Bundesvorstand der Jusos an. 2023 kandidierte er für den Bundesvorsitz der Jusos. Beim Bundeskongress in Braunschweig setzte er sich am 17. November 2023 mit 54 Prozent der Delegiertenstimmen gegen Sarah Mohamed durch.

## Positionen
Türmer zeigte sich 2021 enttäuscht über den Koalitionsvertrag zwischen SPD, Grünen und FDP und hätte sich lieber ein rot-grün-rotes Bündnis mit der Linken gewünscht, was aber keine Mehrheit im Bundestag hatte.
Als der SPD-Parteivorsitzende Lars Klingbeil 2022 „mehr Respekt für Soldaten, Deutschlands ‚Anspruch einer Führungsmacht‘ [und] die Akzeptanz ‚militärischer Gewalt‘ als politisches Mittel“ forderte, gehörte Türmer zu den Kritikern und fand, dass „Führungsmacht“ eine „grundfalsch[e]“ Formulierung sei.
Auch beim Juso-Bundeskongress 2023, der ihn zum neuen Bundesvorsitzenden wählte, kritisierte Türmer die regierende Ampelkoalition. Er betonte, dass keine Koalition ein Selbstzweck sei, und kritisierte Bundeskanzler Olaf Scholz dafür, dass dessen Wahlversprechen, den Kampf gegen Armut anzugehen, „in dieser Bundesregierung viel zu kurz“ komme. Er sei als Vorsitzender „laut, kritisch und links“ und verfolge inhaltlich das Ziel, die Jusos als klar linkes Korrektiv in der SPD zu positionieren, sagte die Politikwissenschaftlerin Anna-Sophie Heinze.
Auf dem gleichen Bundeskongress wurde auch die von Türmer maßgeblich vorangetriebene und in der Öffentlichkeit vertretene Forderung beschlossen, dass alle 18-Jährigen in Deutschland ein „Grunderbe“ von 60.000 € bekommen sollten. Zur Finanzierung schlug Türmer eine Erhöhung der Erbschaftssteuer vor. Das Deutsche Institut für Wirtschaftsforschung hatte 2021 ein Konzept dazu vorgelegt.
Im Vorfeld der Abstimmung zum „Sicherheitspaket“ Mitte Oktober 2024 warf Türmer Bundeskanzler Scholz die Einschüchterung von SPD-Fraktionsmitgliedern vor. Er appellierte an deren freie Entscheidung und kritisierte die suggestive Bündelung migrationspolitischer und mutmaßlich islamismusvorbeugender Maßnahmen.
Türmer meint, dass große Vermögen in Deutschland fast überhaupt nicht besteuert würden und es sich dabei um ein Gerechtigkeitsproblem handele. Es gebe ein gewisses Ausmaß an Reichtum, das einer Gesellschaft schade. Die Frage der Verteilungsgerechtigkeit sei die zentrale Gerechtigkeitsfrage dieser Zeit, vielleicht sogar dieses Jahrhunderts.